# Erlend Loe

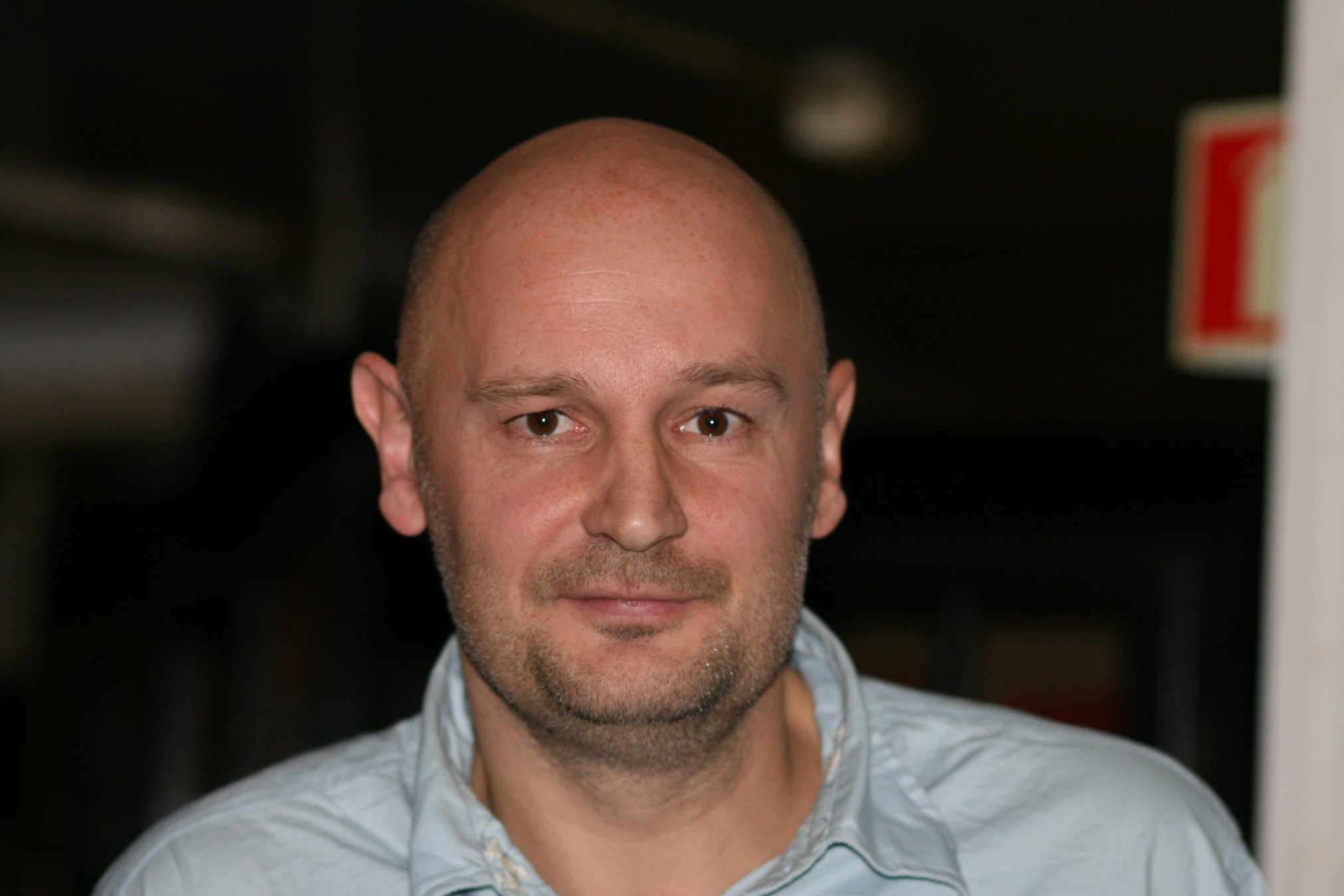
Erlend Loe im Café Sting 2007

Erlend Loe (* 24. Mai 1969 in Trondheim) ist ein norwegischer Schriftsteller und Drehbuchautor.

## Leben und Werk
Nach seinem Zivildienst in einer Theatergruppe, studierte Loe Literaturwissenschaft, Filmwissenschaft und Ethnologie in Oslo. Später besuchte er zudem die Dänische Filmhochschule in Kopenhagen und die Kunstakademie in Trondheim. Heute lebt er als Schriftsteller, Drehbuchautor und Übersetzer in Oslo.
Seine erste Veröffentlichung war der Roman Tatt av Kvinnen im Jahre 1993. Loe beschreibt eine ungleiche Liebesbeziehung. Durch den unvermittelten Einzug einer Frau wird das Leben des Protagonisten einmal mehr durcheinander geworfen. Sein ungeordnetes Leben bekommt zwar jetzt zunehmend Struktur, aber seine Zufriedenheit scheint das langfristig auch nicht zu heben. 1994 erschien das erste Buch seiner durchaus gesellschaftskritischen Kinderbuchreihe über Kurt den Gabelstaplerfahrer.
Mit der Veröffentlichung seines zweiten Romans (Naiv. Super.) wurde Loe in Norwegen bekannt. Ein junger Mann in einer Lebenskrise bekommt den Auftrag, auf die Wohnung seines verreisten Bruders aufzupassen. Dort bekommt er nach und nach durch ganz einfache Beschäftigung (z. B. der Kontakt zum Nachbarsjungen, Kinderspielzeug, Radfahren) sein Leben in den Griff. Die teilweise stupiden Tätigkeiten ermöglichen ihm, über sein Leben nachzudenken.
Erlend Loe wählt für seine Romane häufig Protagonisten, die schon von Alltäglichem überfordert sind. So wirken die im Roman zu lösenden Probleme für den Leser häufig simpel, gar lächerlich. Unterstrichen durch direkte Sprache und treffende Wortwahl entsteht eine ganz eigene Komik. Gleichzeitig wirft Loe aber essentielle Fragen über den Menschen auf, deren Beantwortung auf den ersten Blick klar erscheint, sich jedoch beim genaueren Nachdenken als schwieriger erweisen kann.
2010 erhielt sein Roman Doppler (deutsch v. Hinrich Schmidt-Henkel), gelesen von Andreas Fröhlich (Bester Interpret; Produktion Lauscherlounge/Berlin) den Deutschen Hörbuchpreis. In seinem 2020er Buch Forhandle med virkeligheten: Ett år på ett hjul beschreibt er seinen Lernprozess über ein Jahr Einradfahren.

## Bibliographie
- Tatt av kvinnen (1993, Roman)
  - Gekrallt, deutsch von Hinrich Schmidt-Henkel, Verlag Kiepenheuer & Witsch, Köln 2000, ISBN 978-3-401-02611-4.
- Fisken (1994, Kinderbuch)
  - Kurt, der Fisch und die weite Welt, deutsch von Hinrich Schmidt-Henkel, Arena Verlag, Würzburg 1999, ISBN 978-3-401-04910-6.
- Maria & José (1994)
- Kurt blir grusom (1995, Kinderbuch)
  - Kurt, der Diamant und ein Haufen Geld, deutsch von Hinrich Schmidt-Henkel, Arena Verlag, Würzburg 2000, ISBN 978-3-401-04911-3.
- Den store røde hunden (1996)
- Naiv. Super. (1996, Roman)
  - Die Tage müssen anders werden, die Nächte auch, deutsch von Hinrich Schmidt-Henkel, Kiepenheuer & Witsch, Köln 1998; neu aufgelegt 2012 unter dem Titel „Naiv. Super“, ISBN 978-3-462-04088-3.
- Kurt quo vadis? (1998, Kinderbuch)
- Kurt for alle (1998, Kinderbuch)
- L (1999)
- Detektor (2000, Filmmanusskript)
- Jotunheimen, bill.mrk. 2469 (2001)
- Fakta om Finland (2001, Roman)
- Kurt koker hodet (2003, Kinderbuch)
- Doppler (2004, Roman)
  - Doppler, deutsch von Hinrich Schmidt-Henkel, Verlag Kiepenheuer & Witsch, Köln 2007, ISBN 978-3-462-03942-9.
- Volvo lastvagner (2005)
- Organisten (2006)
- Muleum (2007)
  - Ich bring mich um die Ecke, deutsch von Hinrich Schmidt-Henkel, Verlag Kiepenheuer & Witsch, Köln 2008, ISBN 978-3-462-04017-3.
- Nord (2008, Drehbuch)
- Kurtby (2008)
- Tines Påskekrim (2009)
- Stille dager i mixing part (2009)
  - Schöne Grüße aus Mixing Part Churches, deutsch von Hinrich Schmidt-Henkel, Verlag Kiepenheuer & Witsch, Köln 2011, ISBN 978-3-462-04353-2.
- Fvonk (2011)
  - Jens. Ein Mann will nach unten, deutsch von Hinrich Schmidt-Henkel, Verlag Kiepenheuer & Witsch, Köln 2013, ISBN 978-3-462-04499-7.
- Dyrene i Afrika (2018)
- Helvete (2019)
- Forhandle med virkeligheten: Ett år på ett hjul (2020)

## Filmografie (Auswahl)
- 2002: Kletter-Ida (Klatretøsen)
- 2019: Quick – Die Erschaffung eines Serienkillers (Quick)
- 2022: Alle hassen Johan (Alle hater Johan)
- 2024: Nr. 24

## Auszeichnungen
- 1997: Cappelen-Preis
- 1999: Bokhandlerprisen für L
- 2013: Aschehoug-Literaturpreis[1]

## Belege
1. ↑  Erlend Loe er vinner av Aschehougprisen 2013, Norsk kritikerlag vom 29. August 2013, abgerufen am 6. September 2019 (Norwegisch)

| Personendaten    | Personendaten                     |
| ---------------- | --------------------------------- |
| NAME             | Loe, Erlend                       |
| KURZBESCHREIBUNG | norwegischer Autor und Journalist |
| GEBURTSDATUM     | 24. Mai 1969                      |
| GEBURTSORT       | Trondheim                         |